# Rosario Sasso
Rosario Sasso (Pozzuoli, 8 aprile 1958) è un ex calciatore italiano, di ruolo difensore.

## Caratteristiche tecniche
Era un libero molto grintoso. Famoso fu l'episodio durante il postpartita del derby dello Stretto disputato a Messina, dove Sasso si presentò con un ginocchio sanguinante, rispondendo che fosse stato Di Fabio a morderglielo, e sostenendo che non era una grande ferita.

## Carriera
Cresciuto calcisticamente nel settore giovanile del Foggia, esordisce in prima squadra in Serie A, il 27 aprile 1978, in Atalanta-Foggia (1-2), partita che era stata recuperata per un infortunio all'arbitro. Totalizzerà solo due presenze in questa stagione, l'altra nella giornata successiva contro il Verona, dove il Foggia vinse 4-0.
Nella stagione 1978-1979, disputò la serie cadetta con i rossoneri, che l'anno prima erano stati retrocessi, disputando 29 partite e siglando 5 gol, di cui il primo nel derby d'Apulia.
L'anno dopo venne venduto al Bari, con cui il Foggia trattò a lungo, infatti Sasso fu venduto assieme a Roberto Bacchin e Giacomo Libera, in cambio di più di un miliardo di lire, Franco Fasoli, Vito Petruzzelli, Arcangelo Sciannimanico e Costante Tivelli.
In due anni di Serie B, con il Bari giocò 70 partite segnando 2 gol (entrambi nella prima stagione).
Nel calciomercato estivo del 1981 venne venduto alla Cavese, con cui militò due anni sempre in serie cadetta, scendendo in campo 22 volte e segnando 5 reti nel campionato 1981-1982, e 4 volte nel campionato 1982-1983.
Scese di categoria nel 1983, quando venne acquistato dal Prato in Serie C1, collezionando 29 presenze e nessuna rete all'attivo.
Ritornò in Puglia nel 1984, per disputare il campionato di Serie C1 1984-1985 con il Monopoli, totalizzando 29 presenze impreziosite da 4 gol.
L'Arezzo lo comprò per la stagione 1985-1986, in serie cadetta, dove giocò 18 partite e siglò 2 reti con la maglia amaranto.
La sua esperienza più fortunata fu quella con la Reggina, allenata dal suo ex compagno ai tempi del Foggia, Nevio Scala. Con i calabresi esordì in Serie C1 nel campionato 1986-1987, dove totalizzò 29 presenze e 4 gol.
La stagione successiva fu quella della promozione della Reggina in Serie B, e in questo campionato Sasso era il capitano degli amaranto; giocò 34 partite.
Così dopo quattordici anni la Reggina tornò a calcare i campi della serie cadetta, nella stagione 1988-1989, e Sasso scese in campo per 33 volte.
In totale con la Reggina Sasso ha giocato 94 partite, segnando 7 gol.
Venne comprato dal Taranto nel 1989 in Serie C1, dove giocò 32 partite.
Si ritirò dopo aver totalizzato 23 presenze con la maglia del Campania Puteolana nella stagione 1990-1991.

## Palmarès
- Campionato italiano Serie C1: 1

Taranto: 1989-1990 (girone B)